# Тонино Гвера
Тонино Гвера (итал. Tonino Guerra; Сантарканђело ди Ромања, 16. март 1920 — Сантарканђело ди Ромања, 21. март 2012) био је италијански песник, писац и сценариста, сарадник филмских режисера као што су Федерико Фелини, Микеланђело Антониони, Андреј Тарковски, Лукино Висконти, Франческо Рози и Тео Ангелопулос.
Родио се 16. марта 1920. у сеоцету Сантарканђело недалеко од Риминија и ту је провео читав живот. Дипломирао је на Педагошком факултету Универзитета у Урбину. Почео је да пише још као заробљеник нацистичког логора.
Од 1953. писао је сценарије за филмове који су постали класици светске кинематографије. Радио је са режисерима Ђузепом де Сантисом, Мариом Болоњинијем, Дамијаном Дамијанијем, Мариом Моничелијем, браћом Тавијани. За Микеланђела Антонионија написао је сценарије за филмове „Авантура“, „Ноћ“, „Помрачење“, „Црвена пустиња“, „Увећање“, „Долина смрти“, „Мистерија дворца Обервалд“, „Идентификација једне жене“. Заједно са блиским пријатељем и земљаком Федериком Фелинијем смислио је поему „Амаркорд“ која је после преточена у чувени филм. Потом је написао сценарије за Фелинијеве филмове „И брод плови“, „Џинџер и Фред“ и „Проба оркестра“.